# Zvoleněves
Zvoleněves är en ort i Tjeckien.   Den ligger i regionen Mellersta Böhmen, i den centrala delen av landet, 23 km nordväst om huvudstaden Prag. Zvoleněves ligger 215 meter över havet och antalet invånare är 813.
Terrängen runt Zvoleněves är huvudsakligen platt. Zvoleněves ligger nere i en dal. Runt Zvoleněves är det ganska tätbefolkat, med 80 invånare per kvadratkilometer. Närmaste större samhälle är Kladno, 10,9 km sydväst om Zvoleněves. Trakten runt Zvoleněves består till största delen av jordbruksmark.